# 古里泰隆
古里 泰隆（ふるさと やすたか、1971年4月9日 - ）は、佐賀県武雄市出身の元プロ野球選手（投手）。右投右打。

## 経歴
福岡第一高時代は、2年次の1988年に1学年先輩の前田幸長、山之内健一らとともに夏の甲子園に出場。前田の後を受けリリーフ登板した。秋は県南部大会準優勝、3年夏は県大会初戦敗退。
1989年のプロ野球ドラフト会議にて阪神タイガースより4位で指名を受けて入団。契約金4000万円・年俸360万円（金額は推定）と決まった。
プロ2年目の1991年にプロ初登板し、2勝をマークした。4年目の1993年はMLBのルーキーリーグ・ブリストル・タイガースに野球留学した。その後は、故障に泣き一軍登板は果たせず1997年限りで現役引退。1998年には中日ドラゴンズの浜松球場浜松秋季キャンプに参加して入団テストを受けたが、不合格に終わった。
引退後は1999年から中日の打撃投手に転向した。ちなみに現役時代にマークした2勝はすべて中日戦だった。2002年に阪神に復帰し打撃投手を務め、2003年からはスコアラーを務めている。2019年シーズンは対読売ジャイアンツ（巨人）スコアラーを担当する。2024年シーズンは対東京ヤクルトスワローズスコアラーを担当している。

## 詳細情報

### 年度別投手成績
| 年 度     | 球 団     | 登 板 | 先 発 | 完 投 | 完 封 | 無 四 球 | 勝 利 | 敗 戦 | セ 丨 ブ | ホ 丨 ル ド | 勝 率 | 打 者 | 投 球 回 | 被 安 打 | 被 本 塁 打 | 与 四 球 | 敬 遠 | 与 死 球 | 奪 三 振 | 暴 投 | ボ 丨 ク | 失 点 | 自 責 点 | 防 御 率 | W H I P |
| --------- | --------- | ----- | ----- | ----- | ----- | -------- | ----- | ----- | -------- | ----------- | ----- | ----- | -------- | -------- | ----------- | -------- | ----- | -------- | -------- | ----- | -------- | ----- | -------- | -------- | ------- |
| 1991      | 阪神      | 14    | 1     | 0     | 0     | 0        | 2     | 2     | 0        | --          | .500  | 113   | 25.2     | 16       | 2           | 21       | 2     | 2        | 16       | 0     | 0        | 12    | 10       | 3.51     | 1.44    |
| 1992      | 阪神      | 3     | 0     | 0     | 0     | 0        | 0     | 0     | 0        | --          | ----  | 19    | 3.0      | 6        | 1           | 3        | 1     | 0        | 3        | 0     | 0        | 5     | 3        | 9.00     | 3.00    |
| 通算：2年 | 通算：2年 | 17    | 1     | 0     | 0     | 0        | 2     | 2     | 0        | --          | .500  | 132   | 28.2     | 22       | 3           | 24       | 3     | 2        | 19       | 0     | 0        | 17    | 13       | 4.08     | 1.60    |

### 記録
- 初登板：1991年4月9日、対読売ジャイアンツ1回戦（阪神甲子園球場）、9回表に5番手で救援登板・完了、1回無失点
- 初奪三振：1991年4月16日、対広島東洋カープ1回戦（広島市民球場）、8回裏に正田耕三から
- 初勝利：1991年4月21日、対中日ドラゴンズ3回戦（阪神甲子園球場）、7回表1死に5番手で救援登板・完了、2回2/3を1失点
- 初先発登板：1991年5月21日、対横浜大洋ホエールズ5回戦（宇都宮清原球場）、4回1/3を3失点（自責点2）で敗戦投手

### 背番号
- 52 （1990年 - 1997年）
- 112 （1999年 - 2001年）
- 103 （2002年）